# 1827
Промислова революція •  Російська імперія • Незалежність країн Латинської Америки • Грецька революція

## Геополітична ситуація
У Росії править імператор Микола I (до 1855). Російській імперії належить більша частина України, значна частина Польщі, Грузія, частина Закавказзя, Фінляндія, Аляска. Україну розділено між двома державами — Королівство Галичини та Володимирії належить Австрії, Правобережжя, Лівобережжя та Крим — Російській імперії. Задунайська Січ існує під протекторатом Османської імперії.
В Османській імперії править султан Махмуд II (до 1839). Під владою османів перебувають Близький Схід та Єгипет, Середземноморське узбережжя Північної Африки, частина Закавказзя, значні території в Європі: Греція, Болгарія і Сербія. Васалами османів є Волощина та Молдова. Триває Грецька революція.
Австрійську імперію очолює Франц II (до 1835). Вона охоплює, крім власне австрійських земель, Угорщину з Хорватією, Трансильванію, Богемію, Північну Італію. Король Пруссії — Фрідріх-Вільгельм III (до 1840). Баварське королівство очолює Людвіг I (до 1848). Австрія, Пруссія, Баварія та інші німецькомовні держави об'єднані в Німецький союз.
У Франції королює Карл X (до 1830). Франція має колонії в Карибському басейні, Південній Америці та Індії. На троні Іспанії сидить Фернандо VII (до 1833). Королівству Іспанія належать частина островів Карибського басейну, Філіппіни. Об'єднані провінції Ріо-де-ла-Плати, Велика Колумбія, Мексика, Центральноамериканська федерація, Болівія добились незалежності від іспанської корони. У Португалії править Марія II (до 1828). Португалія має володіння в Африці, в Індії, в Індійському океані й Індонезії. У Бразильській імперії править Педру I (до 1834).
У Великій Британії королює Георг IV (до 1830). Британія має колонії в Північній Америці, на Карибах та в Індії. Королівство Нідерланди очолює Віллем I (до 1840). Король Данії та Норвегії — Фредерік VII (до 1863), на шведському троні сидить Карл XIV Юхан Бернадот (до 1844). Італія розділена між Австрією та Королівством Обох Сицилій. Існує Папська держава з центром у Римі.
Сполучені Штати Америки займають територію частини колишніх британських колоній та купленої у Франції Луїзіани. Посаду президента США обіймає Джон Квінсі Адамс. Територія на півночі північноамериканського континенту належить Великій Британії, вона розділена на Нижню Канаду та Верхню Канаду, територія на півдні та заході континенту належить Мексиці.
В Ірані при владі Каджари. Британська Ост-Індійська компанія захопила контроль майже над усім Індостаном. У Пенджабі існує Сикхська держава. У Бірмі править династія Конбаун, у В'єтнамі — династія Нгуєн. У Китаї володарює Династія Цін. У Японії триває період Едо.

## Події

### В Україні
- Рік вважається датою офіційного заснування бальнеологічного курорту Трускавець, коли тут спорудили приміщення для перших 8 ванн.
- Майбутній ректор Київського університету Михайло Максимович запропонував правопис, який отримав назву максимовичівка.
- В Одесі почали видавати «Одеський вісник».

### У світі
- 10 лютого аргентинці перемогли бразильців у битві при Ітусаїнго
- 10 квітня Джордж Каннінг став прем'єр-міністром Великої Британії.
- 6 червня грецькі захисники Афін здалися єгиптянам.
- 6 липня Велика Британія, Росія та Франція прийняли в Лондоні конвенцію з вимогою до Туреччини встановити перемир'я у Греції.
- 31 серпня  Фредерік Джон Робінсон, 1-й віконт Годрік став прем'єр-міністром Великої Британії після смерті Джорджа Каннінга.
- 1 жовтня у ході Російсько-перської війни російські війська захопили Єреван.
- 20 жовтня об'єднаний британський, французький та російський флот здобув перемогу над турецьким у Наваринській битві біля берегів Греції.
- Роберт Оуен уперше використав термін «соціаліст».
- Правитель В'єнтьяну Анувонґ очолив постання проти Сіаму, яке зазнало невдачі й привело до розгрому міста.

### У науці
- Роберт Браун відкрив випадковий рух частинок пилку в розчині, пізніше названий броунівським рухом
- Жозеф Фур'є передбачив існування парникового ефекту.[1]
- Джон Вокер винайшов сірники.

### У культурі
- 18 листопада помер німецький письменник-казкар Вільгельм Гауфф.
- Фенімор Купер опублікував роман «Прерія».
- Алессандро Мандзоні надрукував роман «Заручені».
- Франц Шуберт видав збірку пісень «Зимова подорож».

## Народились
Дивись також Категорія:Народились 1827
- 5 березня — Глібов Леонід Іванович, український поет, байкар
- 3 травня — Джон Геннінг Спік, англійський мандрівник по Африці (у 1858 році відкрив для європейців озеро Танганьїку)
- 5 серпня — Деодору да Фонсека, перший президент Бразилії
- 20 серпня — Шарль де Костер, бельгійський письменник

## Померли
Дивись також Категорія:Померли 1827
- 18 листопада — Вільгельм Гауфф, німецький письменник-казкар. (* 1802)